# 都城制
都城制（とじょうせい）とは東アジア文化圏において中国の都城の影響を受けた都市設計をいう。

## 概要
都城とは広義には城壁で囲まれた都市全般を指すが（→城郭都市）、狭義には「条坊制」に則って設計・建設された首都あるいは副都（陪都）で、「羅城」と呼ばれる城壁で市域を囲郭されたものをいう。条坊制は儒教の古典である『周礼』（しゅらい）考工記による都制の基準で、都城は9里の方形であること、南北9条、東西9坊の街路が走りその幅が車のわだちの9倍であること、中央に宮室を置きその左右に宗廟と社稷を配置すること、宮室の南には朝廷、北には市を配すること、などが記されている。『周礼』に記された都城の態様がいつ頃から具現化されたのかは明らかではないが、中国の歴史上、このような純然たる都城制が採用されたケースはほとんど見ることができない。秦漢の都はいまだ詳細茫漠たるものであるが、確認できる都城址としては三国時代に入ってから魏の主要都市鄴、その後の西晋朝洛陽では条坊制に則した都城が成立していたものと思われている。さらに時代を下り、北宋の東京開封城ではやや南北の中央線から時計回りに傾いた京城の中央に、ほぼ東西南北に隅角を揃えた皇城が、さらにその内側に宮城が置かれていたし、元の大都は都城の中央やや南寄りに宮城を配置しその周辺を皇城が囲んでいた。明清の北京城では京城は9つの門を持つ内城と拡張市域である外郭とに分かれ、内城中央に皇城、その中央に宮城を配するという形で、やはり周礼の都城とは若干違いがあった。ちなみに北京城の宮城は紫禁城といわれ現在北京の故宮博物院がその遺址である。

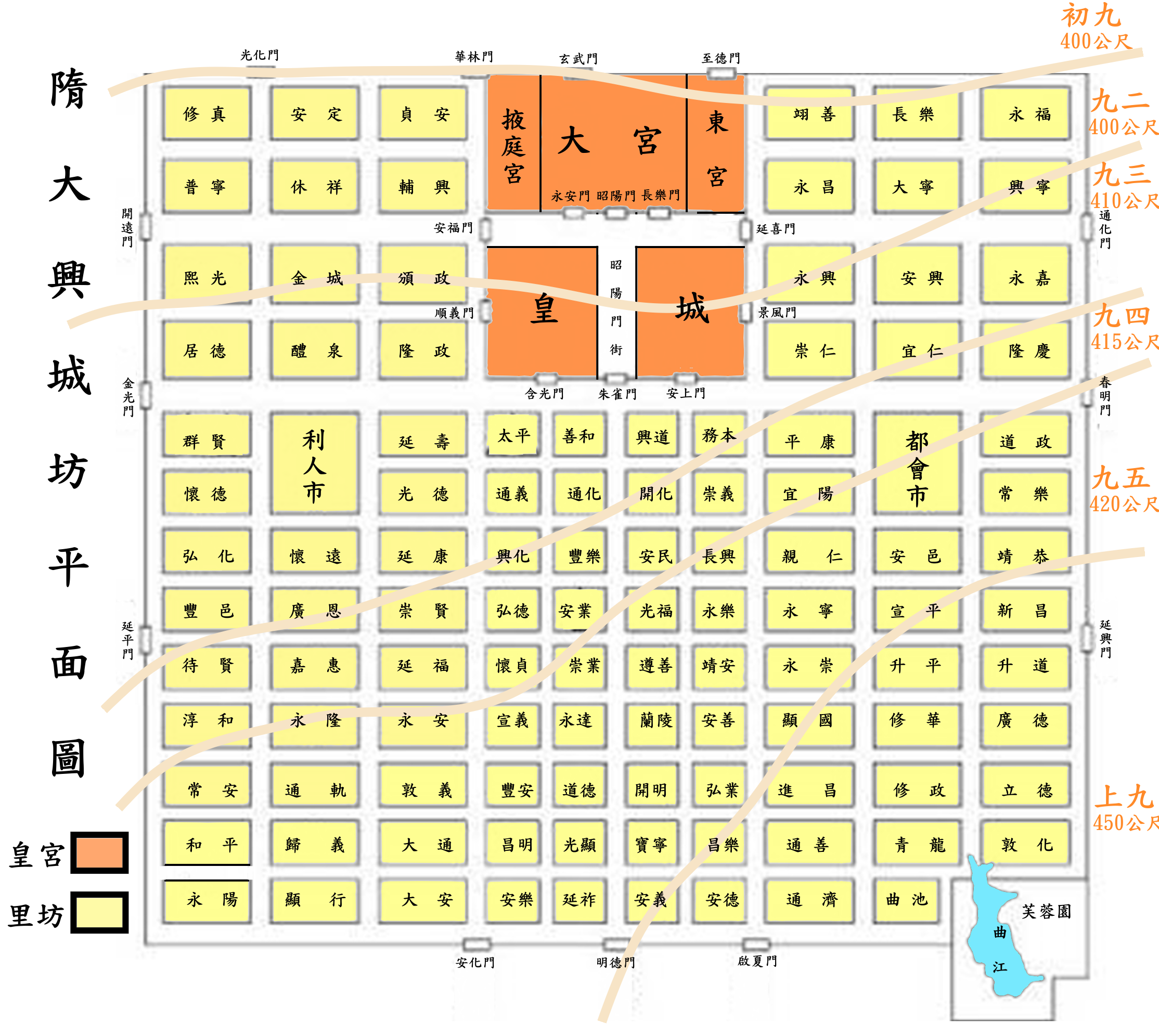
隋大興城（長安）
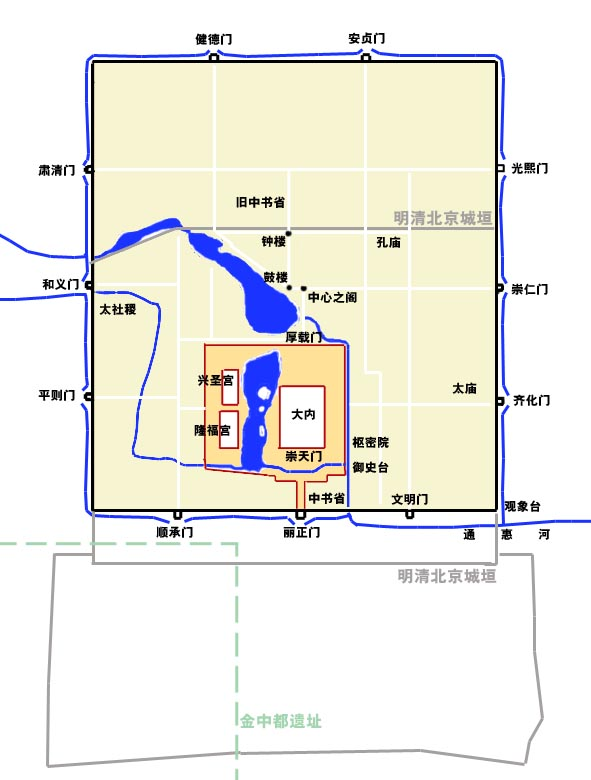
元朝大都
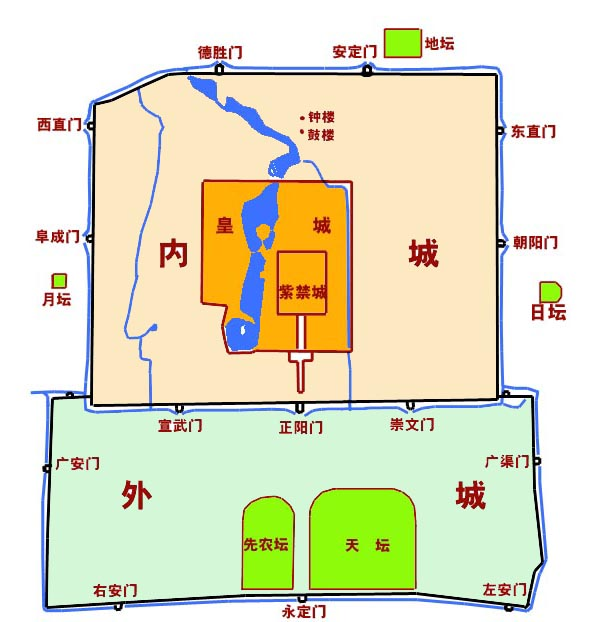
北京城見取図
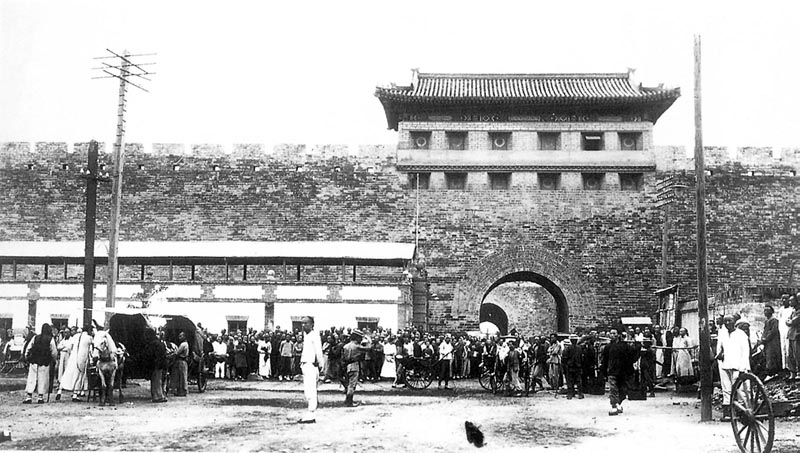
北京城正陽門甕城東閘楼（1910年）

このように京域中央に宮殿を配する制が中国の歴史上もっともよく見られる形であり、多くの王朝で同様の都城制が採用されていたが、北魏の首都洛陽、隋唐朝の長安では宮殿を都城の北端中央に配し、その南に朝廷（官衙街＝皇城）、さらに南方に東西の市を配するという方式がとられた。これは中国の歴史においては異例に属する制度であったが、古代の日本ではこれを範として都城制が採用されていった。日本の都城には他に陰陽道における「四神相応」の思想が影響を及ぼしているという意見もある。

## 日本の都城制

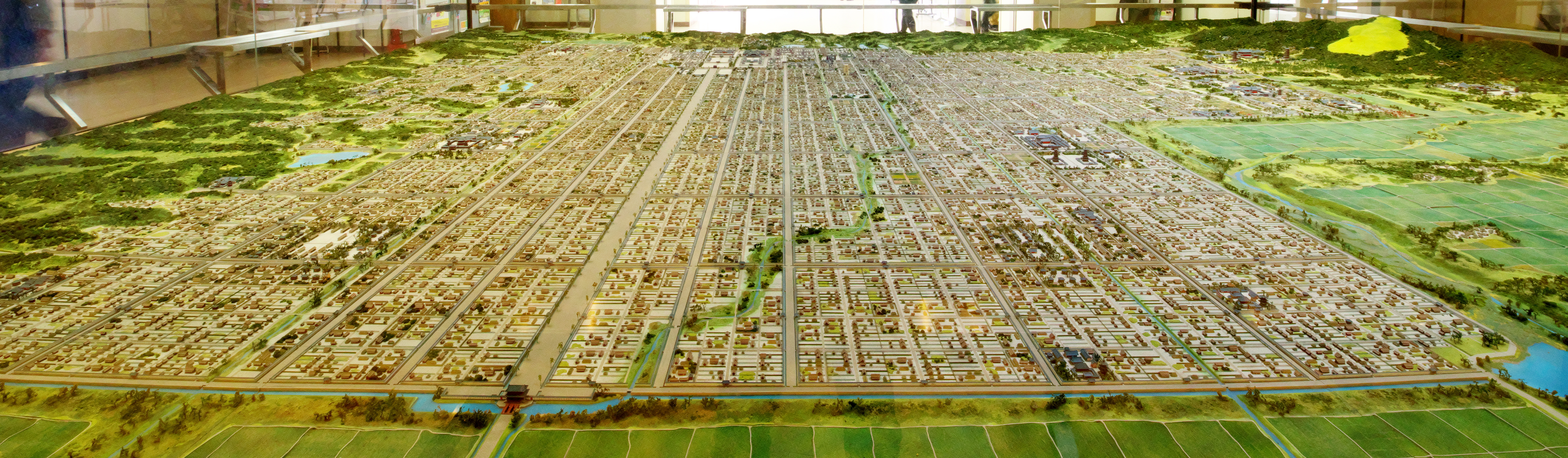
平城京の復元模型（奈良市役所の展示物）

645年、難波宮で行われた大化の改新の詔に「初めて京師を修む」とあり、「京は坊毎ニ長一人を置き、四坊に令一人を置く」となっており、古くから中国の都城制が知られていたことがうかがわれる。実際に都城制が導入された初めての都は、確認できる限り、694年の藤原京が最初であろうといわれている。藤原京は大和の古道（中ツ道・下ツ道・横大路・山田道）に囲われた領域に南北12条東西4坊ずつの街路が整備され、東西南北3門ずつ計12門を持ち、宮城は市域の中央北寄りに位置しており、その北には苑池が配されていたとことなどから、北魏洛陽城の影響が指摘されている。
710年、藤原京の北に平城京が造営される。9条8坊でありながら、道幅を大幅に拡充した朱雀大路や羅城門を備えるなど、一層発展を深めたものとなった。その後、784年の長岡京、794年の平安京へと発展推移していくが、これらの都城が隋唐の長安城から直接の影響を受けたものか、藤原京から日本独自の発展を遂げたものかについては明確となっていない。
日本の都城の特徴としては、中国に見られるような宗廟と社稷が見られず、大陸にあるような京師を囲う羅城が存在しないか、あっても羅城門の東西数十メートルに過ぎなかったことである（平安京に「坊城小路」や「坊路小路」が置かれているのは、裏を返せば朱雀大路は別としてその通りにしか坊城や坊門が存在しなかった可能性を示している）。そのため「都京」とも呼ばれる。日本に羅城が存在しなかった背景として、中国史における都城建設時にみられた王朝に反抗する可能性がある地方の有力者を強制的に移住させた政策や都城の住民を軍事的に動員するための特別な規定がないなど、都城の住民を厳重に閉じ込めて監視する必要性が存在しなかったことにあったとみられている。

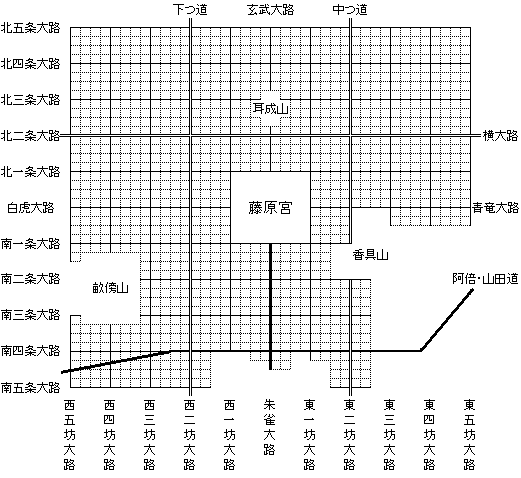
藤原京条坊復元図
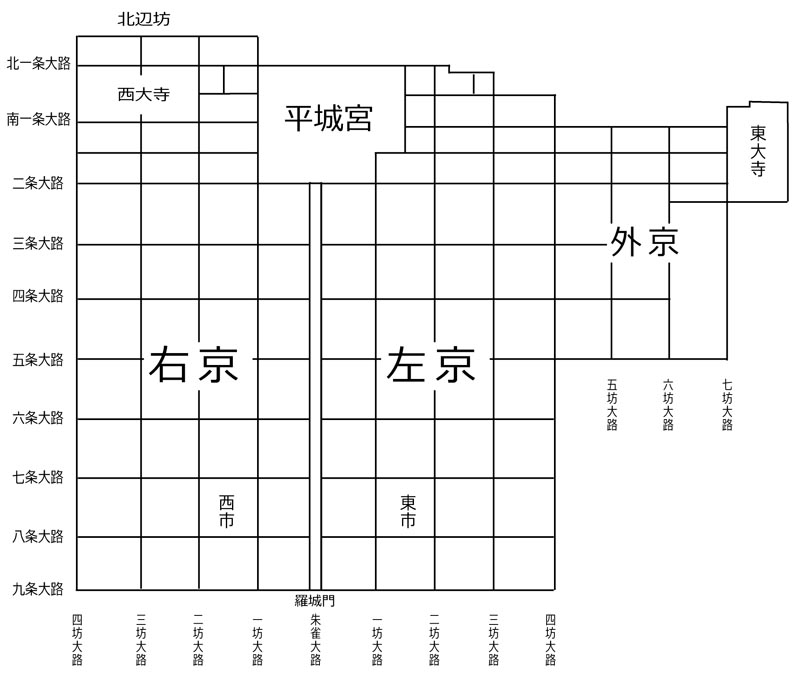
平城京条坊復元図
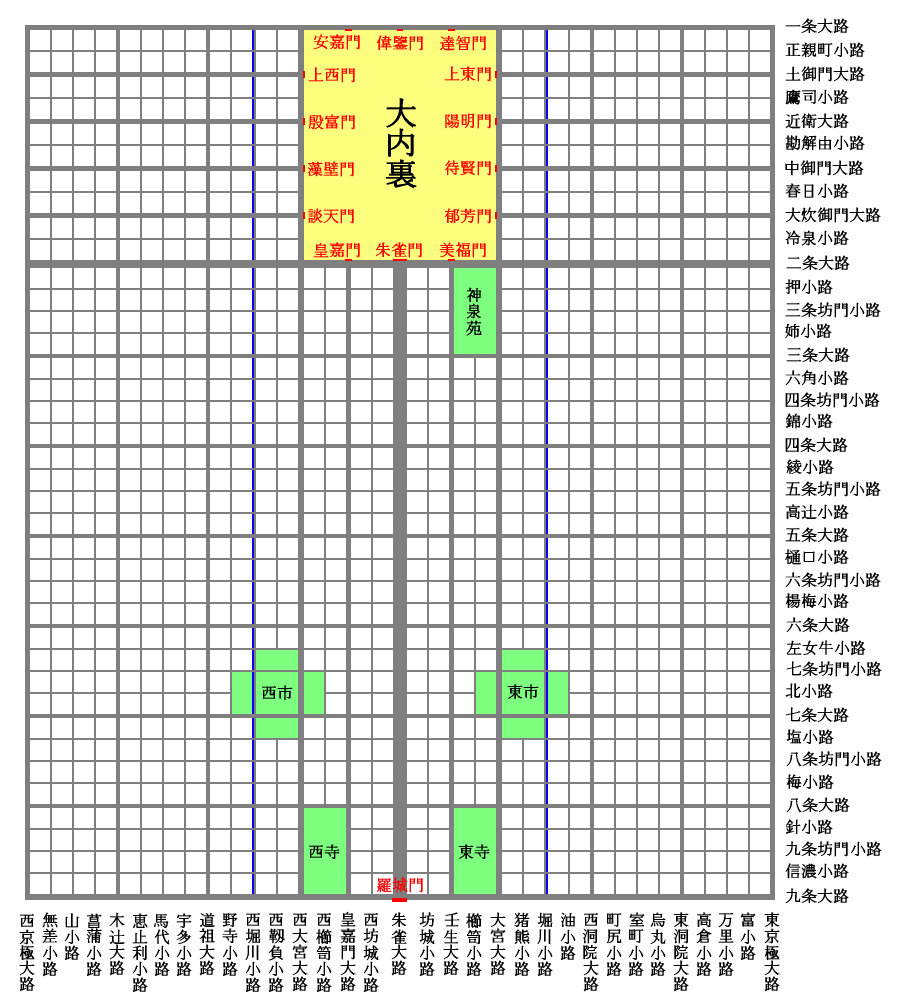
平安京条坊復元図

## 各国の都城
- 鄴（三国魏）
- 長安（前漢）
- 洛陽（後漢・北魏・隋・唐）
- 南京（建業・建康）（三国呉・東晋・南朝・明）
- 長安（隋・唐）
- 開封（北宋）
- 杭州（南宋）
- 北京（元・明・清）
- 慶州（新羅）
- 丸都（高句麗）
- 熊津（＝公州 百済）
- 泗沘（夫余）
- 漢城（＝ソウル 李朝）
- 上京龍泉府（渤海）